# Фича давит танк
Фича давит танк (хорв. Fićo gazi tenka) — художественная инсталляция в городе Осиек, Хорватия, созданная в 2011 году. Установлена в память о событиях 27 июня 1991 года, когда в Осиек были введены войска Югославской народной армии. Памятник является одним из символов хорватской войны за независимость.

## Ход событий

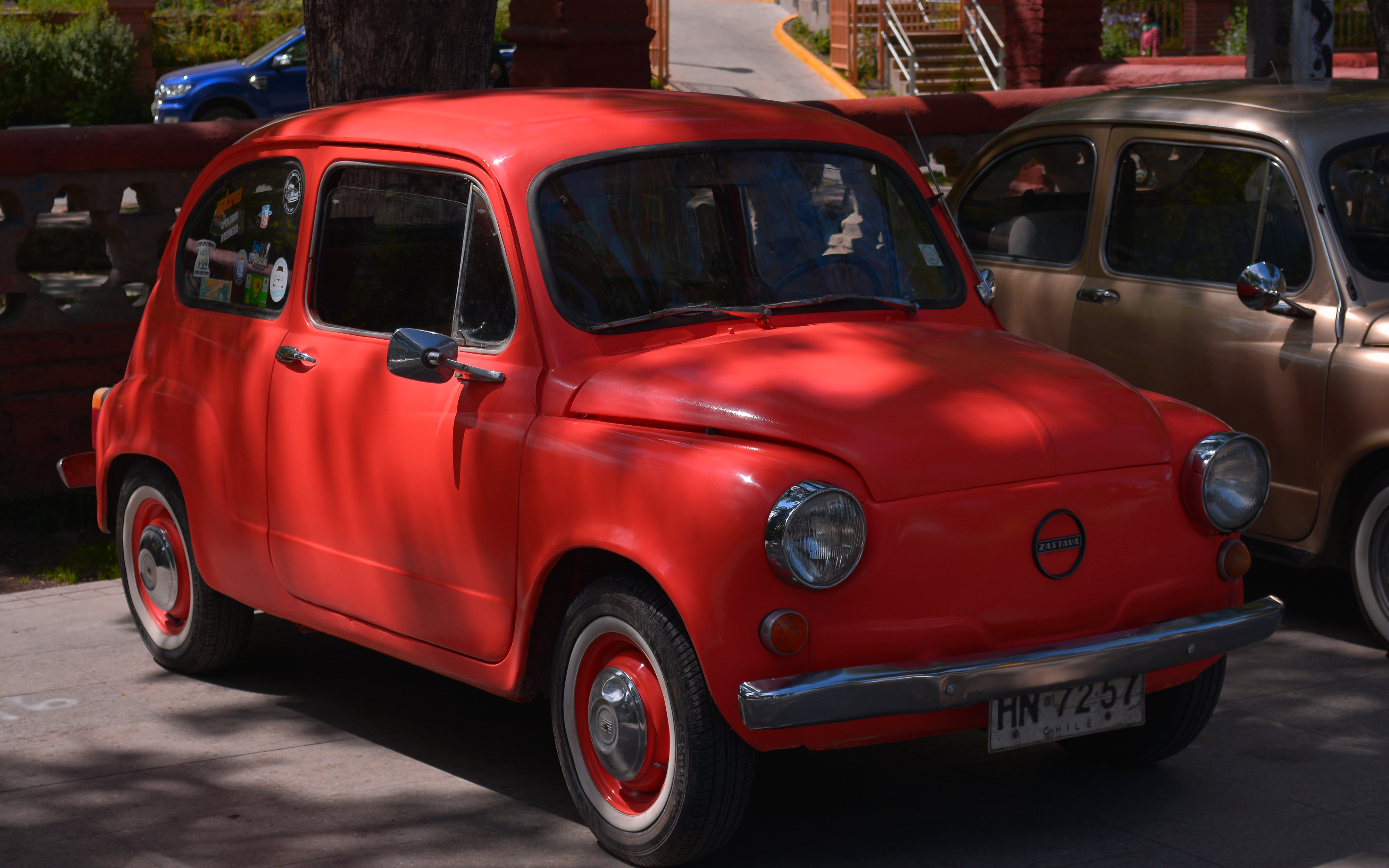
Красная Zastava 750

25 июня 1991 года Хорватия объявила о выходе из состава Югославии. В ответ на это было принято решение о создании Сербской Автономной Области Восточная Славония, Баранья и Западный Срем.
Затем 27 июня 1991 года югославское руководство приняло решение вывести на улицы Осиека танки Югославской народной армии. Жители города кидали в колонну танков камни, бутылки и стулья из близлежащих кафе.
31-летний Бранко Брешкич из Вишневаца увидел происходящее на заправке и направился на автомобиле Zastava 750, имеющем прозвище «Фича», к пересечению улиц Вуковарской и Клайнова (сейчас Трпимирова). Там мужчина оставил машину, перегородив дорогу колонне. Проезжающий танк Т-55 раздавил красную «Фичу» при столкновении с автобусом. Танки проследовали до улицы Истарской, а после покинули город. В тот день получили ранения 40 человек.

## Судьба участников
Водителем танка был хорват Йосип Илич из Жупани, проходивший срочную службу в югославской армии. Впоследствии он дезертировал из ЮНА и присоединился к 3-й хорватской гвардейской бригаде, где познакомился с Брешкичем. По словам Илича, он не хотел давить автомобиль, но выполнил приказ командира, который угрожал ему пистолетом.
Новую машину Брешкичу подарил мэр Осиека Бранимир Главаш, вручивший ему красный Volkswagen Golf. В 2001 году Бранко Брешкич погиб в автокатастрофе, а через девять лет в возрасте 37 лет скончался Йосип Илич.
События на улице Осиека снимал оператор HTV Жарко Плевник и фотограф издания «Вечерни списка» Йозо Петрич. В 2021 году президент Хорватии Зоран Миланович вручил Плевнику орден Хорватского трилистника — награду за военные заслуги перед Республикой Хорватия.

## Установка памятника

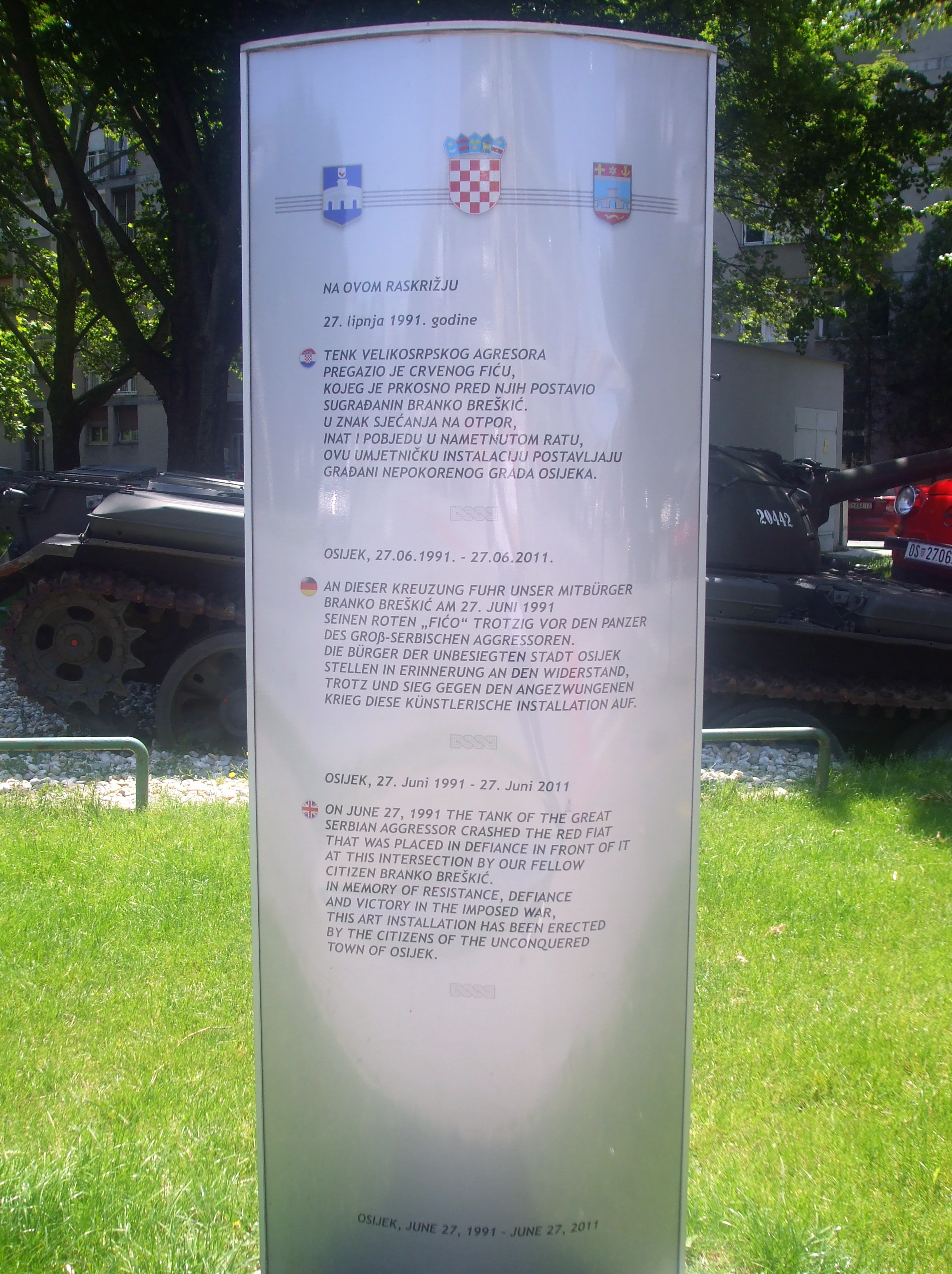
Описание объекта

Впервые идея увековечить событие на улицах Осиека появилась в 2006 году. Тогда член городского совета от Хорватской социал-либеральной партии Мария Медич предложила утвердить «День красной фичи». Несмотря на поддержку со стороны мэра города Анто Джапича, идея не была реализована.
В 2011 году к 20-летию событий была создана художественная инсталляция «Фича давит танк!», которую установили на пересечении улиц Вуковарской и Трпимирова. Инсталляция представляет собой легковой автомобиль, который символически давит югославский танк, демонстрируя победу Хорватии в войне за независимость. Арт-объект был разработан анонимной группой авторов из Комитета ветеранов города Осиека.